# Джеймс Муні (менеджер)
Джеймс Девід Муні (англ. James D. Mooney, 18 лютого 1884, [де?] — 21 вересня 1957, [де?]) — американський інженер і керівник корпорації General Motors, який відігравав важливу роль у міжнародних справах у 1930-х та на початку 1940-х років. Його кар'єра була перервана, коли в 1940 році його звинуватили в прихильності до нацистів.

## Біографія
Перші роки
Народившись у Клівленді, штат Огайо, Муні розпочав заняття в 1904 році в Школі прикладних наук Кейс за спеціальністю гірнича інженерія, але не закінчив навчання протягом традиційного 4-річного періоду.
Замість цього він відправився в золотодобувні експедиції в Мексику та Каліфорнію. З 1910 по 1917 рік Муні працював у Westinghouse Electric, B. F. Goodrich і Hyatt Roller Bearing Company, яка пізніше стала частиною General Motors. Він неухильно піднімався в керівних рядах.
У 1917 році він пішов в армію і служив у Франції в чині капітана 309-го амуніційного полку 159-ї польової артилерії.[1]
Зрештою Муні здобуває ступінь інженера-механіка в Школі прикладних наук Кейс у 1929 році та ступінь бакалавра. був наданий Нью-Йоркським університетом у 1927 році. Згідно з архівами Університету Західного резерву Кейс, він навіть отримав звання почесного доктора інженерних наук від Кейс у 1935 році.
Директор General Motors
Після війни Муні був призначений президентом і генеральним директором Delco Remy, дочірньої компанії General Motors. У 1922 році Муні став президентом General Motors Overseas, відповідальним за операції по всьому світу.
Він багато подорожував, відвідуючи заводи свого підрозділу в різних країнах. Муні був першим лідером теорії менеджменту, записуючи свої теорії та реальний досвід у широко читаній книзі «Промисловість вперед» (1931), перевиданій у переглянутому виданні як «Принципи організації». Йому вдалося застосувати американські підходи до багатьох умов в інших країнах.[1]
Неформальна дипломатія
Муні зустрічався з провідними урядовцями та іншими представниками еліти в країнах, які він відвідав, [хто?][вказати], обговорюючи місцеві та глобальні економічні проблеми. У 1938 році він був нагороджений німецьким орденом «За заслуги». У травні 1939 року він зустрівся з нацистськими чиновниками в Німеччині та обговорив різні питання, що стосуються заводу GM Adam-Opel.
Він організував зустріч у Лондоні між Гельмутом Вольтхатом, який працював на Германа Герінга над чотирирічним планом німецької економіки, та послом Джозефом Кеннеді. Метою було обговорити можливі позики в обмін на більш відкриті умови торгівлі. У грудні 1939 року та січні 1940 року він зустрічався з президентом Франкліном Д. Рузвельтом і отримав дозвіл на неформальні дискусії з німцями, щоб краще зрозуміти їхні цілі. У березні 1940 року Муні зустрівся спочатку з Адольфом Гітлером, а потім з Герінгом. Він представив погляди Рузвельта обом чоловікам і записав їхні відповіді.
Німецький адвокат і бізнесмен Ґерхардт Алоїз Вестрік відвідав Сполучені Штати між березнем і серпнем 1940 року.  Згідно з Чарльзом Гігамом у його книзі «Торгівля з ворогом», Состен Бен з ITT організував поїздку та переконав Торкільда Рібера, генерального директора Texaco, дбати про місцеві потреби Вестріка.  Вестрік представляв багато американських компаній у Німеччині, включаючи ITT, Ford, General Motors, Standard Oil, Texas Company, Sterling Products і Davis Oil Company.  26 червня 1940 року, через день після капітуляції Франції, Рібер був спонсором святкової вечері для Вестріка в Waldorf Astoria New York. Серед учасників були Джеймс Д. Муні, Состен Бен з ITT, Едсел Форд з Ford Motor Company та Філіп Дакін Вагонер з Андервуда.
Ворожі звіти про вечерю опублікували Chicago Daily News, Time, Life і New York Herald Tribune.  На початку серпня 1940 року нещодавно заснований журнал PM Magazine опублікував серію статей, які критикували Муні за його контакти з нацистами. Журнал звинуватив його в пронімецьких поглядах і розкритикував його промову, яка пізніше була надрукована як стаття в Saturday Evening Post під назвою «Війна чи мир в Америці?»
Подальша кар'єра
У 1940 році Муні пішов у відставку з посади президента General Motors Overseas, щоб очолити невелику команду директорів, які займалися підготовкою GM до воєнного виробництва. Муні працював у відділі виробництва Бюро аеронавтики.
Джордж С. Мессерсміт, надзвичайний і повноважний посол Сполучених Штатів на Кубі, написав звіт 4 березня 1941 року, в якому критикував негативні погляди Муні на Англію. Він вважав, що Муні «небезпечно … зв'язувати з герцогом і герцогинею Віндзорськими». Віндзори відвідали Муні в Детройті в листопаді 1941 року, за місяць до атаки на Перл-Гарбор.
Пізніше Муні приєднався до штабу начальника військово-морських операцій. Муні повернувся в GM після війни, але в 1946 році пішов, щоб очолити Willys-Overland Motors як голова і президент. Джеймс Девід Муні помер у Тусоні, штат Аризона, 21 вересня 1957 року у віці 73 років.

## Вибрані публікації
- Слоун, Кліффорд Олександр і Джеймс Девід Муні. Реклама технічного виробу. Книжкова компанія McGraw-Hill, 1920.
- Муні, Джеймс Девід. Наука про організацію промисловості. дис. Школа прикладних наук Кейс, 1929 рік.
- Муні, Джеймс Девід і Алан Кемпбелл Рейлі. Індустрія вперед!. (1931).
- Муні, Джеймс Д. Новий капіталізм. (1934).
- Муні, Джеймс Девід. Принципи організації. Нью-Йорк, Харпер, 1937; 1947 рік.